# سراغة مقدسة نويع البيضاوية
السراغة المقدسة نويع البيضاوية (باللاتينية: Crepis sancta subsp. obovata) نوع نباتي يتبع جنس السراغة من الفصيلة النجمية.

## الموئل والانتشار
موطنها بلاد الشام ومصر وتركيا والقوقاز.

## مرادفات للاسم العلمي
- (باللاتينية: Pterotheca obovata Boiss. & Noë)
- (باللاتينية: Lagoseris obovata (Boiss. & Noë) Bornm.)
- (باللاتينية: Pterotheca obovata Boiss. & Noë)
- (باللاتينية: Crepinia marschalliana Rchb.)
- (باللاتينية: Lagoseris glaucescens (K. Koch) Sosn.)
- (باللاتينية: Lagoseris macrantha (Bunge) Iljin)
- (باللاتينية: Lagoseris marschalliana (Rchb.) Thell.)
- (باللاتينية: Lagoseris orientalis Boiss., nom. illeg.)
- (باللاتينية: Pterotheca glaucescens (K. Koch) Grossh.)
- (باللاتينية: Pterotheca macrantha Bunge)
- (باللاتينية: Pterotheca marschalliana (Rchb.) Dörfl.)
- (باللاتينية: Pterotheca nemausensis var. glaucescens K. Koch)